# 都筑峯暉
都筑 峯暉（つづき みねてる、生没年不詳）は、幕末の旗本。都筑峯重の子。通称は金三郎。官途は従五位下、駿河守、但馬守。

## 生涯
御徒頭、外国掛目付を歴任し、安政5年（1858年）に父の急死により家督を相続する。神奈川奉行、先手鉄砲頭を歴任し、駿河守に叙任され、火付盗賊改となる。文久2年（1862年）に勘定奉行、元治元年（1864年）には江戸北町奉行となり、一時免職となるが、慶応2年（1866年）に勘定奉行に再び登用された。慶応4年（1868年）、一橋家家老となる（当時は但馬守）。明治維新以降の動向は不明。